# Aplu
Aplu o Apulu era, segons la mitologia etrusca, un déu que regia els llamps i els trons. S'assimila al déu grec i romà Apol·lo. És el germà bessó de la deessa Artume.
Es representa a Aplu nu, cobert per un mantell o capa que abriga una part del seu cos. Porta una corona de llorer al cap i un bastó, també de llorer, a la mà. Aplu apareix en diversos mites, però no es coneixen detalls del seu culte.
La seva representació més coneguda és l'Apol·lo de Veïs.